# Taishun
Taishun (泰顺县,  Tàishùn Xiàn) ist ein Kreis der bezirksfreien Stadt Wenzhou in der chinesischen Provinz Zhejiang. Die Fläche beträgt 1.768 Quadratkilometer und die Einwohnerzahl 265.973 (Stand: Zensus 2020). 1999 zählte Taishun 345.157 Einwohner.
Die Wandelbrücke von Taishun (Taishun langqiao 泰顺廊桥) und die Shishui-Trittsteinbrücke (Shishui dingbu 仕水矴步 – im Chinesischen auch 仕水碇歩 oder 仕水碇埠 geschrieben) stehen seit 2006 auf der Liste der Denkmäler der Volksrepublik China.